# Stegasphaeria
Stegasphaeria är ett släkte av svampar. Stegasphaeria ingår i familjen Mesnieraceae, klassen Dothideomycetes, divisionen sporsäcksvampar och riket svampar.
|               | Mesniera                                 |
|               |                                          |
| Stegasphaeria | \| \| Stegasphaeria pavonina \| \| \| \| |
|               | \| \| Stegasphaeria pavonina \| \| \| \| |
|               | Bondiella                                |
|               |                                          |
|               | Stegasphaeria pavonina                   |
|               |                                          |

|  | Stegasphaeria pavonina |
|  |                        |